# Чудские Заходы
Чудские Заходы — деревня в Гдовском районе Псковской области России. Входит в состав Самолвовской волости.
Расположена на юго-западе района в 2 км от побережья Тёплого озера Псковско-Чудского водоёма, в 6 км к юго-западу от волостного центра Самолва.

## Население
Численность населения деревни на 2000 год составляла 25 человек.

### Известные жители
- Гурьянов, Николай Алексеевич (1909—2002) — протоиерей, Талабский старец.